# Вознесенский район (Нижегородская область)
Вознесе́нский райо́н — административно-территориальное образование (район) в Нижегородской области России. В рамках организации местного самоуправления ему соответствует Вознесенский муниципальный округ (с 2004 до 2022 гг. — муниципальный район).
Административный центр — рабочий посёлок Вознесенское.

## География
Расположен в юго-западной части Нижегородской области. Граничит с городским округом городом Выксой, Ардатовским, Дивеевским муниципальным округом Нижегородской области, Теньгушевским районом Мордовии и Ермишинским районом Рязанской области. Центр района — рабочий поселок Вознесенское расположен в 220 км от областного центра, города Нижнего Новгорода. На территории района нет железнодорожных путей широкой колеи и железнодорожных станций и судоходных рек. Погрузо-разгрузочными пунктами являются железнодорожные станции в городе Арзамас — 110 км, Пешелань — 138 км, Шатки — 150 км, Мухтолово — 110 км. Район связан с областным центром шоссейной дорогой.
Площадь района — 1302,92 км².

## История
До 1923 года территория района входила в состав Темниковского уезда Тамбовской губернии. Район образовался 10 июня 1929 года из селений Вознесенской волости Выксунского уезда и части селений Дивеевской волости Арзамасского уезда с численностью населения около 40000 человек. С 10 июня 1929 года по 23 июля 1930 года район входил в состав Муромского округа. На протяжении 74 лет в районе менялся состав селений и число сельсоветов.
Такие изменения происходили в 1934, 1950, 1951, 1952,1953, 1958, 1966 и в июле 2001 года. С 7 января 1954 года по 23 апреля 1957 года район входил в состав Арзамасской области. В апреле 1963 года район был ликвидирован, а сельсоветы переданы в Ардатовский и Выксунский районы. Это отрицательно отразилось на экономике района. Поэтому в январе 1965 года район восстановлен в прежнем составе под управлением исполнительного комитета районного совета депутатов трудящихся. С октября 1977 года район управлялся исполнительным комитетом районного совета народных депутатов. С 1991 года район управляется администрацией Вознесенского района. Постановлением Земского собрания района от 8 августа 1996 года № 23 принят Устав района. В настоящее время район объединяет 8 сельских и 1 городское поселения.
В 1931 году Калиновский с/с был переименован в Благодатовский.
14 июня 1954 года были упразднены Аламасовский (территория передана в Нарышкинский с/с), Боркинский (территория передана в Бутаковский с/с), Варнаевский (территория передана в Вознесенский с/с), Илевский (территория передана в Мотызлейский с/с), Новосельский (территория передана в Бутаковский с/с), Починковский (территория передана в Криушинский с/с) и Суморьевский (территория передана в Бахтызинский с/с) с/с.
28 июля 1958 года был упразднён Сарминомайданский с/с. Образован Суморьевский с/с.
8 января 1962 года Ивановский с/с был переименован в Сарминский.

## Население
| 1939    | 1959    | 1970    | 1979    | 1989    | 2002    | 2003    | 2008    | 2009    |
| ------- | ------- | ------- | ------- | ------- | ------- | ------- | ------- | ------- |
| 38 336  | ↘36 381 | ↘31 729 | ↘24 480 | ↘22 538 | ↘19 790 | ↗20 400 | ↘18 273 | ↘17 991 |
| 2010    | 2011    | 2012    | 2013    | 2014    | 2015    | 2016    | 2017    | 2018    |
| ↘17 352 | ↘17 270 | ↘16 849 | ↘16 569 | ↘16 276 | ↘15 928 | ↘15 726 | ↘15 566 | ↘15 292 |
| 2019    | 2020    | 2021    |         |         |         |         |         |         |
| ↘15 072 | ↘14 851 | ↗14 890 |         |         |         |         |         |         |

### Урбанизация
Городское население (рабочий посёлок Вознесенское) составляет 40,71 % от всего населения района.

### Национальный состав
| Национальность        | Доля от общей численности населения (в %) |
| Русские               | 98,2                                      |
| Украинцы              | 0,3                                       |
| Мордва                | 0,5                                       |
| Татары                | 0,3                                       |
| Чуваши                | 0,1                                       |
| Другие национальности | 0,6                                       |
| Итого                 | 100 %                                     |

## Административно-муниципальное устройство
В Вознесенский район, в рамках административно-территориального устройства области, входят 9  административно-территориальных образований, в том числе 1 рабочий посёлок и 8 сельсоветов.
| № | Административно-территориальное (муниципальное) образование | Административный центр       | Количество населённых пунктов | Население (чел.) | Площадь (км²) |
| - | ----------------------------------------------------------- | ---------------------------- | ----------------------------- | ---------------- | ------------- |
| 1 | Рабочий посёлок Вознесенское                                | рабочий посёлок Вознесенское | 1                             | ↘6061            | 24,54         |
| 2 | Бахтызинский сельсовет                                      | село Бахтызино               | 7                             | ↗1034            | 95,28         |
| 3 | Благодатовский сельсовет                                    | село Благодатовка            | 9                             | ↗700             | 250,72        |
| 4 | Бутаковский сельсовет                                       | село Бутаково                | 8                             | ↗865             | 101,27        |
| 5 | Криушинский сельсовет                                       | село Криуша                  | 6                             | ↘1063            | 170,34        |
| 6 | Мотызлейский сельсовет                                      | село Мотызлей                | 2                             | ↘661             | 54,91         |
| 7 | Нарышкинский сельсовет                                      | село Нарышкино               | 13                            | ↘2415            | 281,82        |
| 8 | Полховско-Майданский сельсовет                              | село Полховский Майдан       | 4                             | ↗1584            | 80,08         |
| 9 | Сарминский сельсовет                                        | посёлок Куриха               | 10                            | ↗507             | 243,96        |

Первоначально на территории Вознесенского района к 2004 году выделялись 1 рабочий посёлок и  13 сельсоветов. В рамках организации местного самоуправления в 2004—2009 гг. в существовавший в этот период Вознесенский муниципальный район входили соответственно 14 муниципальных образований, в том числе 1 городское поселение и 13 сельских поселений.
В 2009 году были упразднены следующие сельсоветы: Аламасовский и Сарминско-Майданский (включены в Нарышкинский сельсовет), Суморьевский (включён в Бахтызинский сельсовет), Новосельский  (включён в Бутаковский сельсовет), Линейский  (включён в Криушинский сельсовет).
Законом от 4 мая 2022 года Вознесенский муниципальный район и все входившие в его состав поселения были упразднены и объединены в Вознесенский муниципальный округ.

## Населённые пункты
В Вознесенском районе 60 населённых пунктов, в том числе  посёлок городского типа (рабочий посёлок) и 59 сельских населённых пунктов.
| №  | Населённый пункт  | Тип             | Население | Административно-территориальное (муниципальное) образование |
| -- | ----------------- | --------------- | --------- | ----------------------------------------------------------- |
| 1  | Вознесенское      | рабочий посёлок | ↘6061     | Рабочий посёлок Вознесенское                                |
| 2  | Абашево           | деревня         | ↘41       | Бутаковский сельсовет                                       |
| 3  | Аламасово         | село            | ↘574      | Нарышкинский сельсовет                                      |
| 4  | Антоновка         | деревня         | ↘19       | Криушинский сельсовет                                       |
| 5  | Барановка         | посёлок         | ↗14       | Нарышкинский сельсовет                                      |
| 6  | Бахтызино         | село            | ↘723      | Бахтызинский сельсовет                                      |
| 7  | Беговатово        | деревня         | ↘39       | Криушинский сельсовет                                       |
| 8  | Благодатовка      | село            | ↘351      | Благодатовский сельсовет                                    |
| 9  | Богородск         | посёлок         | ↘8        | Благодатовский сельсовет                                    |
| 10 | Борки             | село            | ↘88       | Бутаковский сельсовет                                       |
| 11 | Букалей           | деревня         | ↘134      | Благодатовский сельсовет                                    |
| 12 | Бутаково          | село            | ↘296      | Бутаковский сельсовет                                       |
| 13 | Варнаево          | деревня         | ↘253      | Благодатовский сельсовет                                    |
| 14 | Вещерка           | деревня         | ↘10       | Бахтызинский сельсовет                                      |
| 15 | Вилки             | деревня         | ↘139      | Полховско-Майданский сельсовет                              |
| 16 | Дашино            | деревня         | ↘16       | Мотызлейский сельсовет                                      |
| 17 | Девлетяково       | село            | ↘85       | Бутаковский сельсовет                                       |
| 18 | Донок             | посёлок         | ↘44       | Сарминский сельсовет                                        |
| 19 | Заря              | посёлок         | ↘47       | Нарышкинский сельсовет                                      |
| 20 | Знаменка          | деревня         | ↘1        | Благодатовский сельсовет                                    |
| 21 | Ивановка          | посёлок         | ↘26       | Сарминский сельсовет                                        |
| 22 | Илёв              | село            | ↘200      | Нарышкинский сельсовет                                      |
| 23 | Калиновка         | деревня         | ↘5        | Благодатовский сельсовет                                    |
| 24 | Китаевка          | деревня         | ↘2        | Бахтызинский сельсовет                                      |
| 25 | Княжево           | село            | ↘61       | Бутаковский сельсовет                                       |
| 26 | Козлейка          | деревня         | ↘27       | Бахтызинский сельсовет                                      |
| 27 | Кочгар            | посёлок         | ↘2        | Сарминский сельсовет                                        |
| 28 | Криуша            | село            | ↗990      | Криушинский сельсовет                                       |
| 29 | Крутец            | посёлок         | ↘26       | Полховско-Майданский сельсовет                              |
| 30 | Куриха            | посёлок         | ↘223      | Сарминский сельсовет                                        |
| 31 | Лесомашинный      | посёлок         | ↘0        | Благодатовский сельсовет                                    |
| 32 | Линейка           | село            | ↘146      | Криушинский сельсовет                                       |
| 33 | Луктос            | посёлок         | ↘14       | Сарминский сельсовет                                        |
| 34 | Малый Майдан      | деревня         | ↘6        | Нарышкинский сельсовет                                      |
| 35 | Марьино           | деревня         | ↘76       | Бутаковский сельсовет                                       |
| 36 | Мельсеватовка     | деревня         | ↘16       | Бахтызинский сельсовет                                      |
| 37 | Мотызлей          | село            | ↘852      | Мотызлейский сельсовет                                      |
| 38 | Нарышкино         | село            | ↘1096     | Нарышкинский сельсовет                                      |
| 39 | Новоселки         | село            | ↘372      | Бутаковский сельсовет                                       |
| 40 | Новый Лашман      | посёлок         | ↘0        | Благодатовский сельсовет                                    |
| 41 | Новый Путь        | посёлок         | ↘15       | Полховско-Майданский сельсовет                              |
| 42 | Покровка          | деревня         | ↘14       | Благодатовский сельсовет                                    |
| 43 | Полховский Майдан | село            | ↘1531     | Полховско-Майданский сельсовет                              |
| 44 | Починки           | деревня         | ↘251      | Криушинский сельсовет                                       |
| 45 | Преображенка      | посёлок         | ↘15       | Сарминский сельсовет                                        |
| 46 | Путь Ленина       | посёлок         | ↘32       | Нарышкинский сельсовет                                      |
| 47 | Сарма             | деревня         | ↘29       | Бахтызинский сельсовет                                      |
| 48 | Сарма             | посёлок         | ↘178      | Сарминский сельсовет                                        |
| 49 | Сарминский Майдан | село            | ↘874      | Нарышкинский сельсовет                                      |
| 50 | Свободный         | посёлок         | ↘26       | Нарышкинский сельсовет                                      |
| 51 | Свободный         | посёлок         | ↗10       | Сарминский сельсовет                                        |
| 52 | Степановка        | посёлок         | ↘7        | Сарминский сельсовет                                        |
| 53 | Суморьево         | село            | ↘430      | Бахтызинский сельсовет                                      |
| 54 | Торжок            | посёлок         | ↘10       | Нарышкинский сельсовет                                      |
| 55 | Три Овражка       | посёлок         | →0        | Нарышкинский сельсовет                                      |
| 56 | Тумлейка          | деревня         | ↘20       | Криушинский сельсовет                                       |
| 57 | Хохлиха           | посёлок         | ↘19       | Нарышкинский сельсовет                                      |
| 58 | Шаприха           | посёлок         | ↘72       | Нарышкинский сельсовет                                      |
| 59 | Шигаево           | деревня         | ↘0        | Бутаковский сельсовет                                       |
| 60 | Яблонка           | посёлок         | ↘20       | Сарминский сельсовет                                        |

## Экономика района

### Промышленность
В районе действует 5 промышленных предприятий.
| Предприятие                                         | Продукция                                                                                    |
| --------------------------------------------------- | -------------------------------------------------------------------------------------------- |
| Хлебозавод Вознесенского райпо                      | хлебобулочные изделия, безалкогольные напитки                                                |
| ОАО «Автодеталь»                                    | наконечники к аккумуляторным батареям, абразивный инструмент, отрезные круги, корпус датчика |
| ОАО «Вознесенское ремонтно-техническое предприятие» | ремонт и техническое обслуживание автотракторной техники, двигателей автомобилей             |
| ООО «Вознесенская швейная фабрика»                  | пошив швейных изделий (рабочая спецодежда, рукавицы рабочие и др.)                           |
| МП «Типография»                                     | газеты, бланки, клише.                                                                       |

В объём промышленного производства включается также продукция деревообрабатывающих цехов Вознесенского лесхоза и межхозяйственного лесхоза.
| Предприятие             | Продукция                            |
| Вознесенский лесхоз     | пиломатериал, балансы, фанерный кряж |
| Межхозяйственный лесхоз | пиловочник, пиломатериал и др.       |

### Сельское хозяйство
Сельскохозяйственным производством занимается 9 сельхозпредприятий и 77 крестьянско-фермерских хозяйств. Под сельхозпредприятиями занято 55100 гектаров земельной площади, в том числе сельхозугодий числится 37100 гектаров, из них под пашней 15150 гектар.ов Сельскохозяйственные предприятия ориентированы на производство молока, мяса, занимаются выращиванием кормовых культур, зёрна.

### Ресурсы
Район располагается на слабоволнистой равнине части Приволжско-Мордовской возвышенности, высота которой над уровнем моря 150—200 метров. Овражно-балочная сеть значительна и составляет 0,3-0,5 км на 1 км²., наблюдаются оползневые явления. Встречаются моренные отложения (суглинки с включением валунов) древних ледников.
В районе имеются следующие полезные ископаемые: карбонатный песок, глина, известняки, бурые железняки.

### Транспорт
Проходят 2 автомобильные дороги регионального значения: Арзамас — Дивеево — Вознесенское — Выкса — Навашино — Муром и Арзамас — Дивеево — Вознесенское — Теньгушево — Пенза.

## Культура и образование
В районе имеется 13 общеобразовательных школ, 10 детских дошкольных учреждений, 1 музыкальная школа, детско-юношеский спортивный клуб, агротехнический техникум, Вознесенский филиал СГА (Современная гуманитарная академия).
Культура и спорт
Памятниками архитектуры, истории и
культуры на территории района являются здания церквей:
| Наименование церкви                                     | Дата основания | Местоположение         |
| Троицкая церковь в честь Пресвятыя Живоначальныя Троицы | 1795 год       | село Аламасово         |
| Казанская церковь                                       | 1809 год       | село Бутаково          |
| Девлетяковская церковь                                  | 1789 год       | село Девлетяково       |
| Спасская церковь                                        | 1785 год       | село Илев              |
| Княжевская церковь                                      | 1824 год       | село Княжево           |
| Церковь Владимирской Божьей матери                      | XIX век        | село Криуша            |
| Покровская церковь                                      | XIX век        | село Мотызлей          |
| Покровская церковь                                      | XIX век        | село Нарышкино         |
| Христорождественская церковь                            | 1844 год       | село Полховский Майдан |
| Никольская церковь                                      | 1839 год       | село Сарминский Майдан |

В районе работают 22 библиотеки с книжным фондом 202700 томов, 1 музей
и 1 кинотеатр на 250 мест.

## Лечебные учреждения
В районе имеется 1 больница в которой не работает реанимация. 17 фельдшерских пунктов. Также на территории района имеется областное государственное учреждение «Дом милосердия „Криуши“» на 105 мест.

## Известные уроженцы
- Боченков, Василий Тимофеевич — Герой Советского Союза, гвардии капитан, старший адъютант 2-го стрелкового батальона 172-го гвардейского стрелкового полка. Родился 28 августа 1919 года в селе Мотызлей.
- Пешехонов, Василий Иванович — Герой Советского Союза, танкист, уроженец села Аламасово.
- Силаев, Иван Степанович — советский государственный деятель, председатель Совета министров РСФСР в 1990 — 1991 годах.